# Rap das armas
Rap das Armas (Rap delle armi) è un brano musicale degli anni novanta, originariamente interpretato dal duo Brasiliano Junior e Leonardo, ma portato al successo internazionale nel 2008 dal duo Cidinho & Doca, esponenti del genere musicale brasiliano, denominato proibidão. Proibidão è il termine con cui si fa riferimento alle canzoni di genere rap che promuovono attività criminali come l'utilizzo di armi e di droga, e la cui trasmissione è legalmente bandita.
Il brano è stato utilizzato nella colonna sonora del film brasiliano, Tropa de Elite - Gli squadroni della morte, ma il CD contenente il brano è stato ritirato dal mercato due settimane dopo la sua uscita, e ripubblicato senza il brano.
Una versione remix del brano ha ottenuto un enorme successo in Europa, arrivando alla prima posizione in Svezia e nei Paesi Bassi.

## Prima versione
Il brano è considerato come parte del movimento funk carioca iniziato con la pubblicazione del brano Funk Brasil nel 1989 prodotto da DJ Marlboro, una compilation considerata una pietra miliare del genere. Il movimento fu rafforzato da una serie di album e di brani, inclusa una prima versione di Rap das Armas scritta da MC Júnior e Leonardo nel 1992 e registrata nel 1994. Il brano iniziava come un elogio alle bellezze di Rio de Janeiro, ma progrediva in una protesta contro la violenza urbana. Benché il testo del brano fosse pacifista e rappresentasse una critica alla violenza, venne comunque proibito in quanto venivano nominate un grande numero di armi da fuoco, fra cui Intratec (una pistola semiautomatica), .45 Colt, FMK, Uzi, 7.62 e fucili 7.65, bombe a mano, Magnum, Beretta, Madsen (a cui si fa riferimento come ad un "cacciatore androide") ed armi automatiche. Leonardo dichiarò di aver preso i nomi delle armi nel suo lavoro di commesso di un'edicola. Il ritornello della canzone si basava invece sul brano Your Love degli Outfield in cui però le parole erano sostituite da un "pa ra pa pa..." che simulava il suono di una mitragliatrice.
Già all'epoca, Cidinho e Doca, erano un duo molto popolare grazie al brano Rap da felicidade, e Júnior e Leonardo chiesero a Cidinho e Doca di cantare insieme a loro il ritornello del brano. Poco dopo, Cidinho e Doca pubblicarono la loro versione del brano, senza Júnior e Leonardo. Cidinho e Doca inoltre modificarono il nome di alcune armi, aggiungendoAR-15, .12, pistole .28, Uru, Glock, AK-47, Winchester rifle, M16, .50 e .30. MC Júnior e Leonardo criticarono la nuova versione del brano, indicando come essa trasmettesse un messaggio praticamente opposto di quello che loro intendevano dare, e la nuova versione sembrava lodare la violenza e la guerriglia urbana, anziché condannarla. Cidinho & Doca non furono citati in giudizio in quanto la versione di Júnior e Leonardo "non era stata commercializzata", in quanto mai registrata ne trasmessa via radio.

## 2007: Colonna sonora diTropa de Elite
La versione degli anni novanta del brano fu riutilizzata con testo modificato nella colonna sonora del film Tropa de Elite - Gli squadroni della morte, diretto da José Padilha. Il film divenne rapidamente il maggior successo commerciale dell'anno in Brasile e conseguentemente la versione del brano di Cidinho e Doca ottenne grande popolarità.
Il testo della versione remixata del brano venne modificata per farla apparire come una protesta sociale, cosa che non era assolutamente nelle intenzioni originali della versione degli anni novanta. Il brano fu inoltre dotato di un arrangiamento ispirato al genere kuduro, informalmente conosciuto come "funk carioca dell'Angola". Il brano illustra in modo vivido le quotidiane incursioni nelle favelas delle squadre d'élite della polizia allo scopo di combattere il traffico di droga. Il testo del brano fa quindi specifico riferimento alle armi da fuoco utilizzate tanto dagli spacciatori quanto dai poliziotti.
Nonostante la sua popolarità, Rap das Armas non è stata mai trasmessa nelle radio brasiliane ed è stata improvvisamente rimossa dal CD contenente la colonna sonora del film, dopo appena due settimane dalla sua uscita.

## 2008-2011: Remix diRap das Armas
I DJ in Europa hanno realizzato numerosi remix basati sulla versione di Rap das armas di Cidinho e Doca. Il primo conosciuto del 2008 è stato realizzato in Portogallo, ed ha portato il brano al successo in diverse nazioni.
Il DJ olandese DJ Quintino ne ha realizzato una propria versione che ha raggiunto la prima posizione della classifica dei singoli più venduti nei Paesi Bassi, dove è rimasto per due settimane.
Rap das Armas è stato anche un grande successo in Svezia, dove ha stazionato alla vetta della classifica Sverigetopplistan per quattro settimane nell'estate del 2009. I sostenitori del Djurgården, squadra di Stoccolma, hanno fatto del ritornello del brano uno dei loro principali inni da stadio.
Nel 2011 il rapper Flo Rida ha pubblicato un brano che campiona Rap das armas, prodotto da DJ Frank E.
Il 4 luglio 2019 viene pubblicato su YouTube il video della canzone 6 del mattino di Jake La Furia con la partecipazione di Roberta Branchini, la cui melodia ricorda Rap das armas.

## Tracce
CD-Maxi Spinnin' SPCDS10265 / EAN 8712944404197
1. Rap das armas (Quintino Radio Edit) - 2:21
2. Rap das armas (Gregor Salto And Chuckie's Dirty Bateria Radio Version) - 2:49
3. Rap das armas (Lucano Video Edit) - 3:26
4. Rap das armas (Original Mix) - 4:51
5. Rap das armas (Quintino Remix) - 4:25
6. Rap das armas (Gregor Salto And Chuckie's Dirty Bateria Remix) - 5:23
7. Rap das armas (Vox) - 3:35

Promo - CD-Maxi ARS - (UMG) [be]
1. Rap das armas (Quintino Radio Edit) - 2:23
2. Rap das armas (Lucana Radio Mix) - 3:28
3. Rap das armas (Gregor Salto and Chuckie's Dirty Bateria Radio Edit) - 2:51
4. Rap das armas (Oskar.dj & P. Carrilho feat. Guitos Percussion Radio Mix) - 4:01
5. Rap das armas (Quitino Remix) - 4:27
6. Rap das armas (A Cappella) - 3:35

CD-Maxi ARS 1799341 (UMG) [be] / EAN 0602517993419
1. Rap das armas (Quintino Radio Edit) - 2:19
2. Rap das armas (Lucana Radio Mix) - 3:27
3. Rap das armas (Gregor Salto and Chuckie's Dirty Bateria Radio Version) - 2:50
4. Rap das armas (Oskar DJ P. Carrilho ft. Guitos Percussion Radio Mix) - 4:00
5. Rap das armas (Quintino Remix) - 4:23
6. Rap das armas (Vox) - 3:26

## Classifiche
| Classifica (2008/2009) | Massima posizione |
| ---------------------- | ----------------- |
| Dutch Singles Chart    | 1                 |
| Swedish Singles Chart  | 1                 |
| Finnish Singles Chart  | 12                |
| French Singles Chart   | 25                |
| Belgian Singles Chart  | 30                |
| Swiss Singles Chart    | 79                |